# Práticas corporais
As práticas corporais são conhecimentos e repertório cultural produzidos pela humanidade. Constituem-se como manifestações humanas e práticas sociais, de natureza complexa, histórica e heterogênea, tais como os jogos, danças, ginásticas, esportes, artes marciais, acrobacias, brincadeiras, práticas corporais de aventura, entre outras. Nesse caso, as manifestações mencionadas integram o acervo daquilo que vem sendo chamado de cultura corporal. A Cultura Corporal representa o conjunto de atividades produzidas historicamente pelos seres humanos e desenvolvidas socialmente pelo trabalho, para atender diferentes necessidades, sejam elas lúdicas, políticas, históricas, axiológicas, sagradas, motrizes, praxiológicas, agonísticas, estéticas, entre outras. Suas manifestações possuem elementos particulares, que emanam das necessidades que satisfazem, e gerais como o domínio corporal de si, o domínio corporal do outro e a projeção artística e cultural.
Alguns estudiosos sugerem que o termo pode derivar da noção de técnicas corporais, como identificadas e categorizadas pelo antropólogo Marcel Mauss na passagem do século XIX para o século XX. Sabe-se que o termo está ligado a sociologia do corpo. É percebido também como uma forma de linguagem e expressão de determinado grupo, quando se destacam os aspectos sociais e subjetivos, os quais são atribuídos pelos praticantes e pela realidade social, dando distintos sentidos: recreativo; esportivo; cultural; e cotidiano. Como práxis, elas compõem o processo de formação e reprodução humana, que, por sua vez, assume a forma de atividades imitativas/ reiterativas e criadoras/ reflexivas.
Atualmente, no Brasil, o termo é utilizado por diversos campos do conhecimento, em especial a partir da década de 1990. Seu uso sugere uma ampliação conceitual do entendimento orgânico e biofisiológico que as ciências naturais e moderna atribuíram ao ser humano. Ao aproximar-se dos conhecimentos das ciências sociais e humanas, da arte, da filosofia e dos saberes populares, o termo práticas corporais reconhece às dimensões culturais, sociais e subjetivas que constituem tal repertório como necessidade social do processo de humanização. 
Estudos do campo da Educação Física e das Ciências do Esporte apontam, na atualidade, o reconhecimento e interesse da população pelas práticas corporais. A centralidade do corpo, sua subserviência e vitimização caracterizam um intenso processo de mercadorização e esportivização corporificada em uma sociedade baseada no modo de produção capitalista e de mercado. Capturadas pela indústria cultural e aprisionadas pelo culto ao corpo, as práticas corporais se instituem, em especial, nas juventudes como modelos e estereótipos de beleza difundidos pelas mídias sociais. Esses elementos atravessam as diferentes práticas de educação corporal na sociedade, as políticas sociais de lazer, esporte, cultura e saúde apontando para a necessidade de um olhar crítico, de perspectiva interdisciplinar que as compreende como processos fundamentais de formação e emancipação humana. As práticas corporais estão presentes em diversas áreas, em especial na saúde e na educação. Elas são mobilizadas como dispositivos de cuidado em saúde e são tematizadas pedagogicamente no currículo da Educação Física nas escolas, estando presentes na Base Nacional Comum Curricular. Assim como são objetos de pesquisa no campo acadêmico da Educação Física e das Ciências do Esporte.

## Práticas Corporais no campo da saúde
As práticas corporais são consideradas um dos temas prioritários da Política Nacional de Promoção da Saúde e é um dos verbetes do Glossário Temático Promoção da Saúde. Elas integram ações de promoção que buscam intencionalmente responder necessidades ampliadas de saúde pactuadas e planejadas, preferencialmente, em equipes multiprofissionais. Destaca-se que esta intencionalidade é mediada pela natureza e por normas coletivas, ou seja, pela história natural e social do corpo humano. As práticas corporais, entendidas como trabalho em saúde, não se esgotam na sua fruição, aconselhamento e divulgação, senão constituem parte de estratégias de cuidado e de melhoria das condições dos espaços públicos, fortalecimento da participação comunitária e controle social.
No campo da saúde, o relatório Dawson - marco da Atenção Primária como política ordenadora do cuidado em sistemas de saúde - já reconhecia em 1920 a chamada “cultura física” como “necessidade vital para a saúde da nação”. Atualmente, o termo "práticas corporais" identifica um movimento contra-hegemônico que reúne diferentes perspectivas e pensadores que se opõem ao modelo biomédico, frequentemente representado pela acepção clássica de atividade física, em um processo complexo, permeado por disputas e tensões enraizadas em diversas concepções de mundo e sociedade.
As  práticas  corporais  integrativas, vinculadas ao campo das práticas integrativas e complementares (PICs), são repertórios terapêuticos inseridos no Sistema Único de Saúde brasileiro. Elas compõem um conjunto amplo de ações de saúde e possuem como elemento comum o movimento ou a manipulação corporal. Manifestações de diferentes tradições culturais, como yoga, tai chi chuan, meditação, assim como outras práticas de origem ocidental, como antiginástica, eutonia, bioenergética, rolfing e método Feldenkrais, integram esse conjunto heterogêneo de tecnologias, saberes e cuidado em saúde. As práticas corporais integrativas embasam-se no paradigma da vitalidade; envolvem movimentos corporais que agregam diferentes técnicas, sequências rítmicas ou posturas de permanência, valorizam a introspecção e a qualidade de presença; estimulam as pessoas a descobrirem os limites e potencialidades do corpo; e promovem impactos individuais e coletivos no processo saúde-doença . 
"Práticas corporais" é um termo alternativo de Descritor em Ciências da Saúde (DeCS/MeSH) para indexação científica. Ou seja, ele é usado na pesquisa e recuperação de artigos de revistas científicas e outras fontes de informação disponíveis na Biblioteca Virtual em Saúde (BVS). 

## Práticas corporais no campo da educação
As práticas corporais no campo da educação podem ser observadas a partir da obra seminal "Metodologia do Ensino de Educação Física" conhecida como o "Coletivo de Autores". Ao abordarem o conceito de cultura corporal colocam que o conjunto de saberes a serem ensinados pela Educação Física na escola compreende os jogos, a ginástica, as lutas, as acrobacias, a mímica, o esporte e outros. Essa perspectiva didático-pedagógica, denominada de crítico-superadora, alça uma crítica ao desenvolvimento da aptidão física como elemento hegemônico baseado na pedagogia tradicional e biologicista. Assim, é sugerido que a Educação Física estabeleça uma reflexão sobre a cultura corporal como um acervo das representações simbólicas produzidas pelo ser humano no decorrer da história. 